# Sibillus Catharinus Kylstra
Sibillus Catharinus Kylstra (Beers, 16 juli 1869 - 1950) was een Nederlands Hervormd predikant en christen-anarchist (Tolstojaan).
Kylstra stond als dominee in Engelum (1894-1897) en Rottevalle (1897-1899). In 1900 richtte hij te Blaricum de Vereniging Internationale Broederschap op met Jacob van Rees, die zelf niet in de kolonie ging wonen. Kylstra was daar bevriend met Anne de Koe en bleef vier jaar in de kolonie wonen.
Nadat in 1903 inwoners van Blaricum de kolonie bestormden nam Kylstra het ambt te Oterleek en later te Sint Jacobiparochie aan van 1908 tot 1913. Hij werd lid van de Blijde-Wereldgroep, begon het vrijzinnig-godsdienstige blad De Wekker en zette zich in voor vrijzinnige hagenpreken. Ook schreef hij diverse brochures. 
Later stopte hij met zijn predikantschap en emigreerde in juli 1913 met zijn gezin naar Yakima (11th. Avenue) in de buurt van Portland, Oregon in de Verenigde Staten om daar groente (met name tomaten, mais) te gaan verbouwen/verhandelen.
Kylstra wilde een christen van de daad zijn en zette zich in voor de 'arme Friese heide'.